# HD 965
HD965 є хімічно пекулярною зорею спектрального класу
A8 й має видиму зоряну величину в
смузі V приблизно  8.6.
Вона знаходиться у сузір'ї Риб й розташована на відстані близько 1020 світлових років від Сонця.

## Пекулярний хімічний вміст
Зоряна атмосфера HD965 має підвищений вміст Cr.